# Trichesthes trichia
Trichesthes trichia är en skalbaggsart som beskrevs av Bates 1888. Trichesthes trichia ingår i släktet Trichesthes och familjen Melolonthidae. Inga underarter finns listade i Catalogue of Life.